# Ягільницький тютюново-ферментаційний завод
Ягільницький тютюново-ферментаційний завод — підприємство.

## Історія
Започаткований XIX століття як тютюнова фабрика в селі Ягільниця, нині Чортківського району.
2006 — призупинив свою діяльність. На його основі створено заготовчу базу ЗАТ «Тютюн Імпекс».